# Dorfkirche Münchehofe (Hoppegarten)

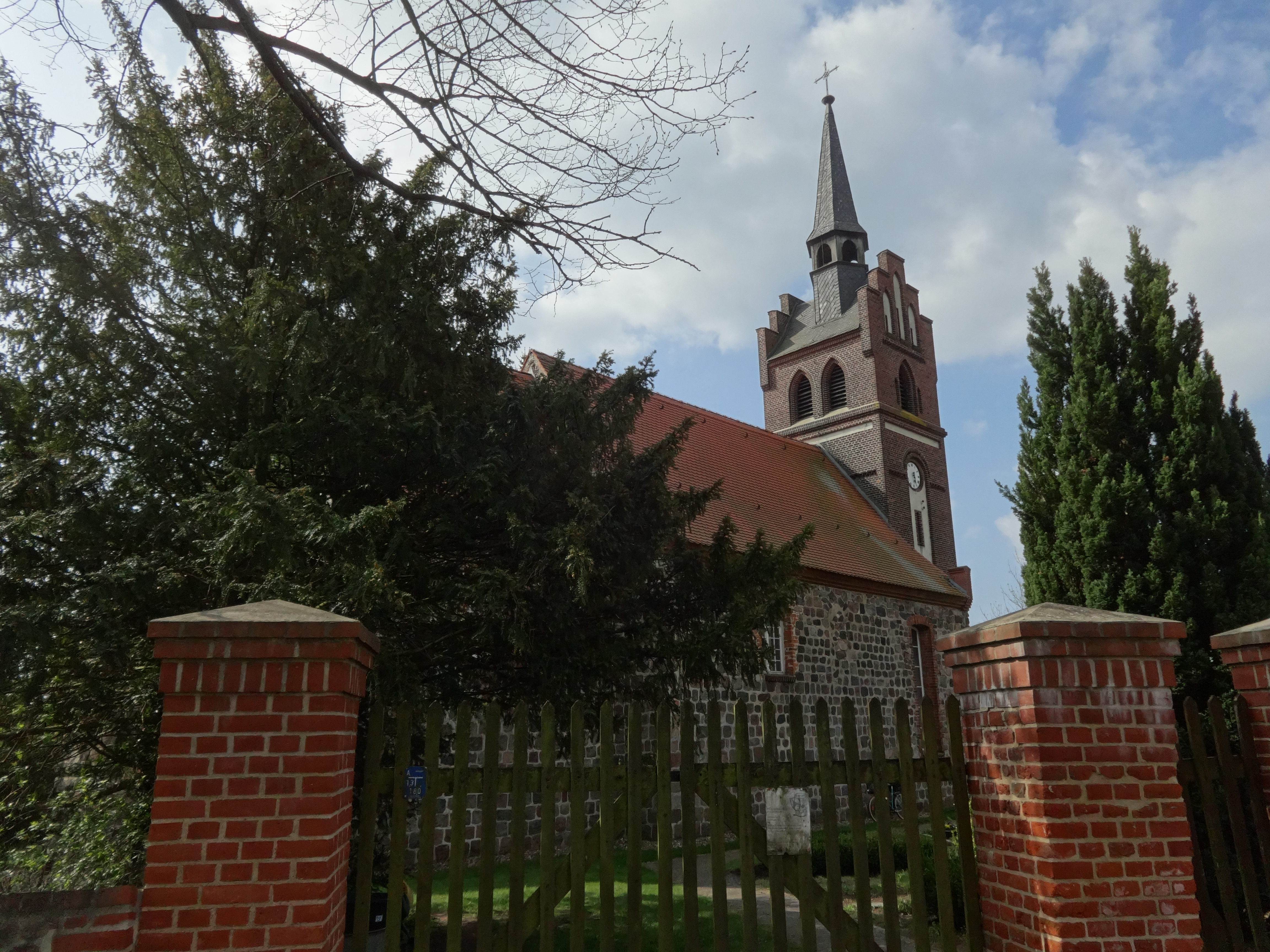
Dorfkirche Münchehofe

Die evangelische Dorfkirche Münchehofe ist eine Feldsteinkirche aus dem 13. Jahrhundert in Münchehofe, einem Ortsteil der Gemeinde Hoppegarten im Landkreis Märkisch-Oderland in Brandenburg. Die Gemeinde gehört zur Evangelischen Kirchengemeinde Münchehofe–Schöneiche im Kirchenkreis Berlin Süd-Ost der Evangelischen Kirche Berlin-Brandenburg-schlesische Oberlausitz.

## Lage
Münchehofe entstand als Angerdorf, das sich in Nord-Süd-Richtung ausdehnt. Die Kirche liegt im südlichen Teil dieses Angers, der von Westen durch die Münchehofer Straße und im Osten durch den Giebelweg erschlossen wird. Das Gelände, zu dem auch ein Friedhof gehört, fällt nach Süden hinab. Auf dieser Anhöhe wurde das Bauwerk errichtet und mit einer Feldsteinmauer eingefriedet.

## Geschichte
Der Sakralbau entstand im zweiten Viertel des 13. Jahrhunderts aus Feldsteinen. In der zweiten Hälfte des 19. Jahrhunderts ließ die Kirchengemeinde die Obergeschosse des Westturms erneuern. Anfang des 20. Jahrhunderts erfolgte eine Restaurierung durch einen ortsansässigen Privatmann.

## Baubeschreibung

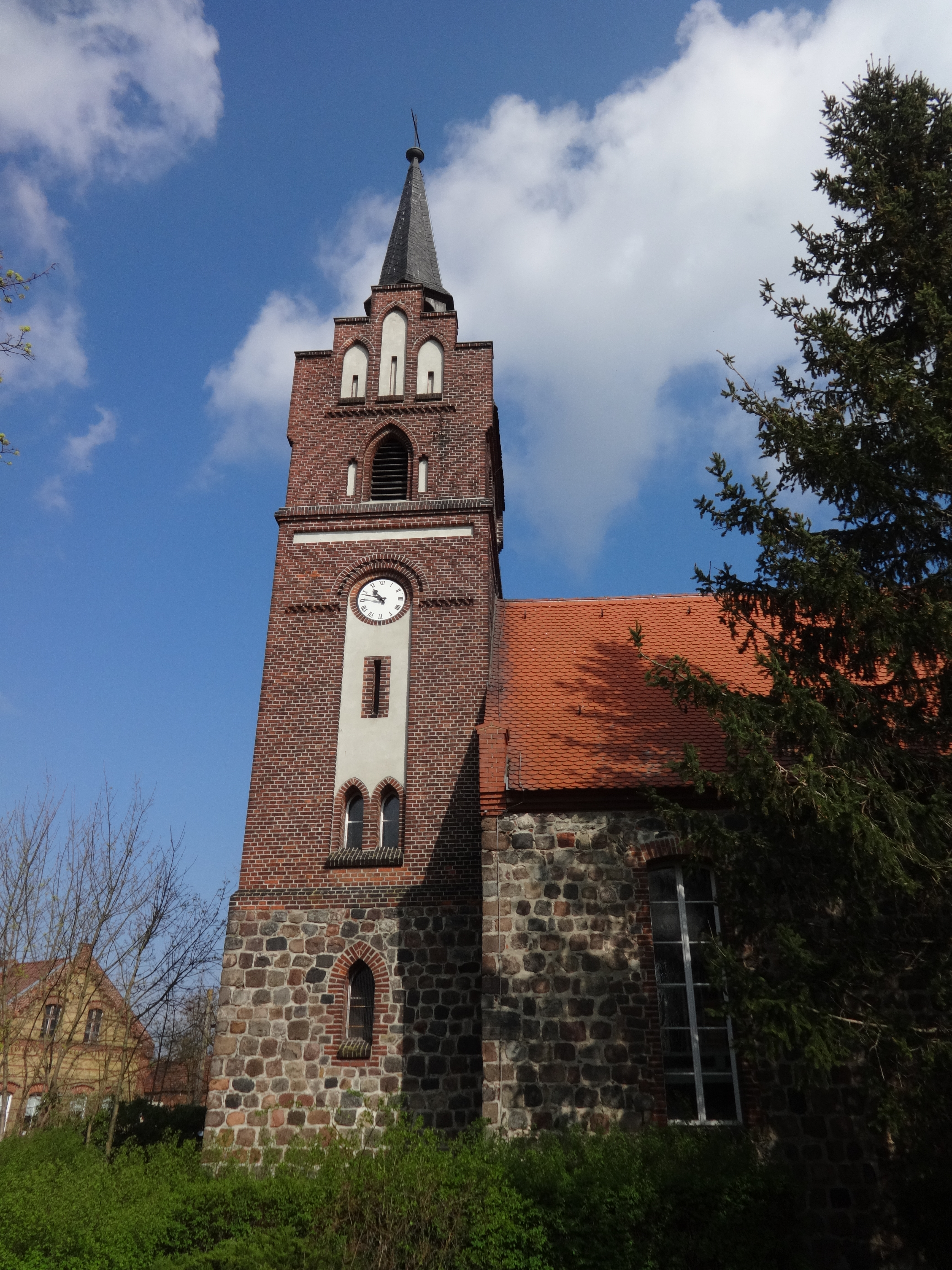
Westturm

Der Chor ist eingezogen und wurde aus lagig geschichteten und sorgfältig behauenen Feldsteinen errichtet. An der südlichen Chorwand sind die Reste von zwei gedrückt-segmentbogenförmigen und hochgesetzten Fenstern erkennbar, in die zu einem späteren Zeitpunkt rechtsmittig ein einzelnes bienenkorbförmiges Fenster eingearbeitet wurde. Die Laibung erfolgte hier nicht mit Feldsteinen, sondern mit rötlichen Mauersteinen. Links unterhalb des Fensters ist eine hölzerne Pforte, die mit einem schmiedeeisernen Gitter verschlossen ist. Die nördliche Chorwand zeigt ebenfalls ein barock vergrößertes Fenster. Daran schließt sich nach Osten die erneut eingezogene, halbrunde Apsis an. Die drei schmalen Fenster weisen keine Veränderungen auf und könnten daher noch aus der Bauzeit stammen. Die Apsis trägt ein halbes Kegeldach, das mit rotem Biberschwanz gedeckt ist. Der Giebel des Chors wurde ebenfalls aus Feldsteinen errichtet, die jedoch nur wenig behauen und weitgehend ungleichmäßig geschichtet wurden. Im nördlichen Bereich sind Ausbesserungsarbeiten mit rotem Mauerstein erkennbar. Mittig im Giebel sitzt eine kreuzförmige Öffnung.
Das Kirchenschiff hat einen rechteckigen Grundriss. An der südlichen Kirchenwand ist im westlichen Bereich ein großes, sich über die Fassade erstreckendes Fenster, das durch ein deutlich kleineres und hochgesetztes Fenster im östlichen Bereich ergänzt wird. Auch sie wurden barock vergrößert. Zwischen beiden Öffnungen ist eine schmale Pforte, die mit Geröllsplitter und Feldsteinen zugesetzt wurde. Eine vergleichbare Pforte fehlt an der nördlichen Wand des Kirchenschiffs. Sie hat zwei gleichartige Fenster sowie eine dazwischenliegende, spitzbogenförmige, zugesetzte Öffnung. Es wäre also denkbar, dass das Bauwerk im ursprünglichen Zustand dort über drei gotische Fenster verfügte.
An das Kirchenschiff schließt sich nach Westen hin der quadratische und eingezogene Kirchturm an. Das untere Geschoss besteht aus lagig geschichteten und behauenen Feldsteinen. An der Nord- und Südseite ist eine spitzbogenförmige Öffnung, die mit rötlichem Mauerstein eingefasst ist. Der Zugang erfolgt über ein mächtiges, dreifach abgestuftes und ebenfalls spitzbogenförmiges Portal von der Westseite her. Der darüber liegende Teil des Bauwerks wurde aus rötlichem Mauerstein errichtet. Die schlanke Form wird dabei durch eine mittig angebrachte Blende verstärkt, die sich vom ersten Geschoss bis zur Höhe der Dachtraufe erstreckt. Dort ist eine kreisförmige Turmuhr, eine darunterliegende, schmale Öffnung sowie zwei gekuppelte spitzbogenförmige, kleine Fenster. Das Turmobergeschoss ist durch ein Gesims mit einer weißen Blende vom übrigen Baukörper abgesetzt. Dort ist eine spitzbogenförmige Klangarkade mit einem dreifachen Blendengiebel, der den Übergang zum mit Schiefer gedeckten Turmhelm schafft. Der Abschluss besteht aus einer Turmkugel mit Wetterfahne.

## Ausstattung
Der Kanzelaltar stammt aus dem Anfang des 18. Jahrhunderts und wird im Dehio-Handbuch als „qualitätsvoll“ bezeichnet. Er nimmt die Form einer Ädikula auf: Die vergleichsweise schlichten Pilaster werden durch je eine vorgestellte gedrehte Säule korinthischer Ordnung verziert, die mit Weinlaubranken und Früchten geschmückt sind. Sie tragen einen gesprengten Segmentbogen, der wiederum den Schalldeckel mit einem Pelikan trägt. Die Wangen sind mit Akanthus verziert. Ein auffälliges Detail ist jedoch ein männlicher Kopf mit Engelsflügeln, der unterhalb des mit Blumen geschmückten Schalldeckels angebracht ist und Gott darstellt. Der reich geschmückte Kanzelkorb ist mit Bildern Jesu Christi und den Evangelisten verziert.
Der Chorbogen sowie der Apsisbogen sind gedrückt spitzbogig. Das Kirchengestühl stammt aus dem 18. Jahrhundert und ist in einem türkisfarbenen Ton gehalten. Dieser findet sich auch auf der Westempore wieder, die mit weißen Kassetten verziert sind. Das Bauwerk ist in seinem Innern flach gedeckt.